# Nuoto ai Giochi della XXIX Olimpiade - 100 metri farfalla maschili

## Record
Prima di questa competizione, il record del mondo (WR) e il record olimpico (OR) erano i seguenti.
|  | 50"40 | Ian Crocker Stati Uniti    | 30 luglio 2005 Montréal, Canada |
|  | 51"25 | Michael Phelps Stati Uniti | 16 agosto 2004 Atene, Grecia    |

Durante l'evento sono stati migliorati i seguenti record:
| Data      | Evento      | Atleta         | Nazione     | Tempo | Record |
| --------- | ----------- | -------------- | ----------- | ----- | ------ |
| 14 agosto | 7ª batteria | Jason Dunford  | Kenya       | 51"14 |        |
| 14 agosto | 9ª batteria | Milorad Čavić  | Serbia      | 50"76 |        |
| 16 agosto | Finale      | Michael Phelps | Stati Uniti | 50"58 |        |

## Batterie
Si sono svolte 9 batterie di qualificazione. I primi 16 atleti si sono qualificati per le semifinali.
| #  | Batteria | Corsia | Atleta                        | Nazionalità          | Tempo | Note  |
| -- | -------- | ------ | ----------------------------- | -------------------- | ----- | ----- |
| 1  | 9        | 5      | Milorad Čavić                 | Serbia               | 50.76 | Q, OR |
| 2  | 9        | 4      | Michael Phelps                | Stati Uniti          | 50.87 | Q     |
| 3  | 9        | 7      | Andrii Serdinov               | Ucraina              | 51.10 | Q     |
| 4  | 7        | 5      | Jason Dunford                 | Kenya                | 51.14 | Q, AF |
| 5  | 9        | 2      | Peter Mankoč                  | Slovenia             | 51.24 | Q     |
| 6  | 7        | 3      | Andrew Lauterstein            | Australia            | 51.37 | Q, OC |
| 7  | 7        | 7      | Takurō Fujii                  | Giappone             | 51.50 | Q, AS |
| 8  | 8        | 5      | Albert Subirats Altes         | Venezuela            | 51.71 | Q, NR |
| 9  | 8        | 1      | Corney Swanepoel              | Nuova Zelanda        | 51.78 | Q     |
| 10 | 6        | 2      | Sergii Breus                  | Ucraina              | 51.82 | Q     |
| 11 | 7        | 4      | Frédérick Bousquet            | Francia              | 51.83 | Q     |
| 12 | 6        | 8      | Feng Shi                      | Cina                 | 51.87 | Q     |
| 13 | 8        | 3      | Ian Crocker                   | Stati Uniti          | 51.95 | Q     |
| 14 | 7        | 2      | Ryan Pini                     | Papua Nuova Guinea   | 52.00 | Q     |
| 15 | 5        | 3      | Lyndon Ferns                  | Sudafrica            | 52.04 | Q     |
| 16 | 9        | 6      | Kaio de Almeida               | Brasile              | 52.05 | Q     |
| 17 | 8        | 7      | Adam Pine                     | Australia            | 52.07 |       |
| 18 | 6        | 6      | Lars Frölander                | Svezia               | 52.15 |       |
| 19 | 5        | 5      | Mario Todorovic               | Croazia              | 52.26 |       |
| 20 | 4        | 3      | Jakob Schioett Andkjaer       | Danimarca            | 52.24 |       |
| 20 | 9        | 1      | Robin van Aggele              | Paesi Bassi          | 52.26 |       |
| 20 | 5        | 5      | Mario Todorovic               | Croazia              | 52.26 |       |
| 23 | 8        | 3      | Evgeny Korotyshkin            | Russia               | 52.30 |       |
| 24 | 4        | 4      | Sotirios Pastras              | Grecia               | 52.41 |       |
| 25 | 9        | 3      | Masayuki Kishida              | Giappone             | 52.45 |       |
| 26 | 6        | 4      | Michael Rock                  | Gran Bretagna        | 52.48 |       |
| 27 | 4        | 6      | Ștefan Gherghel               | Romania              | 52.50 |       |
| 28 | 6        | 5      | Todd Cooper                   | Gran Bretagna        | 52.52 |       |
| 29 | 8        | 2      | Rafael Munoz                  | Spagna               | 52.53 |       |
| 30 | 8        | 8      | Christophe Lebon              | Francia              | 52.56 |       |
| 31 | 6        | 3      | Moss Burmester                | Nuova Zelanda        | 52.67 |       |
| 32 | 5        | 1      | Simao Morgado                 | Portogallo           | 52.80 |       |
| 33 | 3        | 2      | Rimvydas Salcius              | Lituania             | 52.90 |       |
| 33 | 7        | 8      | Joe Bartoch                   | Canada               | 52.90 |       |
| 35 | 3        | 4      | Alon Mandel                   | Israele              | 52.99 | NR    |
| 36 | 5        | 2      | Francois Heersbrandt          | Belgio               | 53.33 |       |
| 37 | 5        | 8      | Douglas Lennox-Silva          | Porto Rico           | 53.34 |       |
| 38 | 5        | 6      | Adam Sioui                    | Canada               | 53.38 |       |
| 39 | 5        | 4      | Ivan Lenđer                   | Serbia               | 53.41 |       |
| 40 | 9        | 8      | Benjamin Starke               | Germania             | 53.50 |       |
| 41 | 4        | 1      | Michal Rubáček                | Rep. Ceca            | 53.53 |       |
| 42 | 5        | 7      | Evgeny Lazuka                 | Bielorussia          | 53.54 |       |
| 43 | 7        | 6      | Thomas Rupprath               | Germania             | 53.56 |       |
| 44 | 4        | 2      | Juan Jose Veloz               | Messico              | 53.58 |       |
| 44 | 6        | 7      | Octavio Andres Alesi Gonzalez | Venezuela            | 53.58 |       |
| 46 | 6        | 1      | Alexei Puninski               | Croazia              | 53.65 |       |
| 47 | 4        | 8      | Ryan Gambin                   | Malta                | 53.70 |       |
| 48 | 3        | 3      | Jeremy Knowles                | Bahamas              | 53.72 |       |
| 49 | 3        | 1      | Adam Madarassy                | Ungheria             | 53.93 |       |
| 50 | 2        | 5      | Shaune Fraser                 | Isole Cayman         | 54.08 |       |
| 51 | 3        | 8      | Hjortur Mar Reynisson         | Islanda              | 54.17 |       |
| 52 | 3        | 7      | Camilo Becerra                | Colombia             | 54.27 |       |
| 53 | 2        | 4      | Daniel Bego                   | Malaysia             | 54.38 |       |
| 54 | 2        | 2      | Gordon Touw Ngie Tjouw        | Suriname             | 54.54 |       |
| 55 | 2        | 6      | Rustam Khudiyev               | Kazakistan           | 54.62 |       |
| 56 | 4        | 7      | Ankur Poseria                 | India                | 54.74 |       |
| 57 | 3        | 5      | Onur Uras                     | Turchia              | 54.79 |       |
| 58 | 1        | 3      | Andrejs Duda                  | Lettonia             | 55.20 |       |
| 59 | 3        | 6      | Georgi Palazov                | Bulgaria             | 55.25 |       |
| 60 | 2        | 1      | Bader Abdulrahman Almuhana    | Arabia Saudita       | 55.59 |       |
| 60 | 2        | 3      | Ahmed Nada                    | Egitto               | 55.59 |       |
| 62 | 1        | 4      | Joao Luis Cardoso Matias      | Angola               | 57.06 |       |
| 63 | 2        | 7      | Nedim Nišić                   | Bosnia ed Erzegovina | 57.16 |       |
| 64 | 1        | 5      | Marco Camargo                 | Ecuador              | 57.48 |       |
| -  | 4        | 5      | Mattia Nalesso                | Italia               | NP    |       |

### Semifinali
| #  | Batteria | Corsia | Atleta                | Nazionalità        | Tempo | Note  |
| -- | -------- | ------ | --------------------- | ------------------ | ----- | ----- |
| 1  | 2        | 4      | Milorad Čavić         | Serbia             | 50.92 | Q     |
| 2  | 1        | 4      | Michael Phelps        | Stati Uniti        | 50.97 | Q     |
| 3  | 1        | 3      | Andrew Lauterstein    | Australia          | 51.27 | Q, OC |
| 3  | 2        | 1      | Ian Crocker           | Stati Uniti        | 51.27 | Q     |
| 5  | 1        | 5      | Jason Dunford         | Kenya              | 51.33 | Q     |
| 6  | 2        | 5      | Andrii Serdinov       | Ucraina            | 51.41 | Q     |
| 7  | 2        | 6      | Takurō Fujii          | Giappone           | 51.59 | Q     |
| 8  | 1        | 1      | Ryan Pini             | Papua Nuova Guinea | 51.62 | Q     |
| 9  | 1        | 7      | Feng Shi              | Cina               | 51.68 |       |
| 10 | 2        | 3      | Peter Mankoč          | Slovenia           | 51.80 |       |
| 11 | 1        | 6      | Albert Subirats Altes | Venezuela          | 51.82 |       |
| 12 | 2        | 2      | Corney Swanepoel      | Nuova Zelanda      | 52.01 |       |
| 13 | 1        | 2      | Sergii Breus          | Ucraina            | 52.05 |       |
| 14 | 2        | 8      | Lyndon Ferns          | Sudafrica          | 52.18 |       |
| 15 | 1        | 8      | Kaio de Almeida       | Brasile            | 52.32 |       |
| 16 | 2        | 7      | Frédérick Bousquet    | Francia            | 52.94 |       |

## Finale
| Posizione | Atleta             | Paese              | Tempo | Note |
| --------- | ------------------ | ------------------ | ----- | ---- |
|           | Michael Phelps     | Stati Uniti        | 50.58 | OR   |
|           | Milorad Čavić      | Serbia             | 50.59 | ER   |
|           | Andrew Lauterstein | Australia          | 51.12 | OC   |
| 4         | Ian Crocker        | Stati Uniti        | 51.13 |      |
| 5         | Jason Dunford      | Kenya              | 51.47 |      |
| 6         | Takurō Fujii       | Giappone           | 51.50 | AS   |
| 7         | Andrii Serdinov    | Ucraina            | 51.59 |      |
| 8         | Ryan Pini          | Papua Nuova Guinea | 51.86 |      |